# Мухаммед — посланник Всевышнего
«Мухаммед — посланник Всевышнего» (перс. محمد رسول‌الله‎) — иранский исламский эпический фильм режиссёра Маджида Маджиди, выпущенный в 2015 году, который рассказывает историю о пророке Мухаммеде. Действие фильма происходит в VI веке, сюжет повествует о детстве исламского пророка Мухаммеда. Фильм является самым высокобюджетным в иранском кино на сегодняшний день. Работа над фильмом началась в 2007 году. Маджиди написал первый черновик сценария к 2009 году. К 2011 году в городе Куме возле Тегерана были готовы декорации к большей части фильма. Несколько сцен были сняты в Южной Африке. На протяжении съёмочного процесса Маджиди работал с командой историков и археологов для более точного описания раннего периода жизни пророка Мухаммеда.
Постпродакшен начался в Мюнхене в конце 2013 года.

## Саундтрек
| №                   | Название                               | Исполнители                                                       | Длительность |
| ------------------- | -------------------------------------- | ----------------------------------------------------------------- | ------------ |
| 1.                  | «Prologue - The Infinite Light»        | Nikhita Gandhi, Faarooqi Parissa                                  | 2:36         |
| 2.                  | «Makkah 740 AD»                        | A. R. Rahman                                                      | 2:07         |
| 3.                  | «Ababeel»                              | Dilshaad Shabbir Shaikh                                           | 5:51         |
| 4.                  | «Signs of the Last Prophet»            | Nikhita Gandhi                                                    | 3:59         |
| 5.                  | «The Birth...»                         | Arpita Gandhi                                                     | 3:01         |
| 6.                  | «And He was Named Muhammad (SAL)»      | Nikhita Gandhi                                                    | 4:26         |
| 7.                  | «Le Trio Joubran's Roubama»            | A. R. Rahman                                                      | 2:53         |
| 8.                  | «The Camel's Divine Intervention»      | Le Trio Joubran                                                   | 2:39         |
| 9.                  | «Through the Sands»                    | Le Trio Joubran                                                   | 4:02         |
| 10.                 | «Abraha»                               | A. R. Rahman                                                      | 4:34         |
| 11.                 | «Halima's (RA) healing»                | Sana Moussa                                                       | 2:36         |
| 12.                 | «The Land of Friendship»               | A. R. Rahman                                                      | 2:36         |
| 13.                 | «Le Trio Joubran's Shajaan»            | A. R. Rahman                                                      | 1:06         |
| 14.                 | «Mother's Advice To Her Son»           | Arpita Gandhi                                                     | 3:51         |
| 15.                 | «The Search»                           | A. R. Rahman                                                      | 2:06         |
| 16.                 | «Protecting the Innocent»              | A. R. Rahman                                                      | 3:54         |
| 17.                 | «The Last Hajj of Abdul Mutallib (AS)» | Le Trio Joubran & Dilshaad Shabbir Shaikh                         | 3:08         |
| 18.                 | «The Sea Miracle»                      | Natalie Di Luccio                                                 | 5:35         |
| 19.                 | «The Sermon»                           | A. R. Rahman                                                      | 3:02         |
| 20.                 | «Ya Muhammad (SAL)»                    | A.R.Rahman, Sana Moussa, Dilshaad Shabbir Shaikh, Osama El-Khouly | 5:24         |
| Общая длительность: | Общая длительность:                    | Общая длительность:                                               | 1:09:44      |